# Norra Tygagylet
Norra Tygagylet är en sjö i Osby kommun i Skåne och ingår i Skräbeåns huvudavrinningsområde.